# 烏桑巴拉山脈
烏桑巴拉山脈（Usambara Mountains）是坦桑尼亞東北部的出脈，長110公里、闊64公里，最高點海拔2,440米，山脈在20億年前形成，山區居民大多從事自給農業，當地人口以每年4%增長，高於全國平均增長率2.1%。
4°45′S 38°30′E / 4.750°S 38.500°E